# جب بوش
جان الیس «جب» بوش (به انگلیسی: Jeb Bush) (زادهٔ ۱۱ فوریهٔ ۱۹۵۳) سیاستمدار امریکایی است که بین سال‌‌های ۱۹۹۹ تا ۲۰۰۷ فرماندار فلوریدا بود. او فرزند دوم جرج اچ. دابلیو. بوش و برادر کوچک‌تر جرج دابلیو. بوش رئیس‌جمهورهای پیشین ایالات متحده آمریکا است.

## خانواده
در ۱۹۷۱ در لئون، مکزیک، بوش که در برنامهٔ مبادلهٔ دانشجویان انگلیسی تدریس می‌کرد، با کلمبا گرنیسا گالو آشنا شد. آن‌ها در ۲۳ فوریهٔ ۱۹۷۴ در آستین، تگزاس ازدواج کردند.
آن‌ها سه فرزند دارند.
۱. جرج پی. بوش، زادهٔ ۱۹۷۶، دانش‌آموختهٔ دانشگاه رایس و دارای دکترای حقوق از مدرسهٔ حقوق دانشگاه تگزاس است. او در انتخابات سال ۲۰۱۴، به عنوان کمیسیونر ادارهٔ زمین تگزاس انتخاب شد.
۲. نوئل لوسیلا بوش، زادهٔ ۱۹۷۷، که در سال ۲۰۰۲ به خاطر تلاش برای تقلب نسخهٔ داروخانه به منظور گرفتن آلپرازولام دستگیر شد.
۳. جان الیس بوش، زادهٔ ۱۹۸۳، برای یک شرکت معامله املاک کار می‌کند. در سال ۲۰۰۷ از مبارزات انتخاباتی ریاست جمهوری رودی جولیانی حمایت کرد. بوش افزون بر این سه فرزند، سه نوه دارد، یکی از پسر بزرگ و دو تا از پسر کوچکش.

## انتخابات ریاست جمهوری ۲۰۱۶
بوش به کرات در رسانه‌ها به عنوان یکی از نامزدهای احتمالی ریاست جمهوری در سال ۲۰۱۶ مطرح می‌شد. بوش در ۱۶ دسامبر ۲۰۱۴ اعلام کرد در حال بررسی احتمال رقابت در انتخابات ریاست جمهوری است. بوش در ۱۵ ژوئن ۲۰۱۵، رسماً کاندیداتوری خود را اعلام کرد و پس از قرارگیری در جایگاه چهارم در کارولینای جنوبی در ۲۰ فوریهٔ ۲۰۱۶ مبارزات انتخاباتی خود را متوقف کرد.